# Сен-Франсуа-Ксавье (станция метро)
Сен-Франсуа-Ксавьер (фр. Saint-François-Xavier) — станция линии 13 Парижского метрополитена в VII округе. Названа по католической церкви святого Франциска Ксаверия, расположенной рядом со станцией. На станции установлены автоматические платформенные ворота

## История
- Станция открылась 30 декабря 1923 года в составе участка Энвалид — Круа-Руж (закрыта в 1939 году), образовавшего первую очередь линии 10. 27 июля 1937 года, в результате реорганизации линий метро в левобережье Парижа, участок Энвалид — Дюрок отошёл к старой линии 14, которая, в свою очередь, 9 ноября 1976 года, после постройки перегона Энвалид — Шанз-Элизе — Клемансо была объединена с линией 13. В 2012 году на станции были установлены автоматические платформенные ворота.
- Пассажиропоток по станции по входу в 2011 году, по данным RATP, составил 1 850 407 человек[2]. В 2013 году этот показатель снизился до 1 837 976 пассажиров (259 место по уровню пассажиропотока в Парижском метро)[3]

## Конструкция и оформление
Односводчатая станция мелкого заложения, построенная по типовому парижскому проекту 1900—1952 годов с боковыми платформами. Стены и свод оформлены плиткой белого цвета. Название станции выложено белой плиткой на прямоугольнике с синим фоном. Под сводом над каждой платформой закреплены светильники карнизного типа. 

## Галерея
- Лестничный сход